# Euglenophyta
Eugleniderne (Euglenophyta) (eller Euglenoiderne) er en af de bedst kendte grupper af flagellater. De findes ofte i ferskvand og særligt på steder, hvor der er rig adgang til organiske metalforbindelser. Desuden findes der nogle få medlemmer, som er hjemmehørende i havet eller i dyrenes indvolde. Mange euglenider har grønkorn og skaffer sig energi ved fotosyntese, men andre lever ved fagocytose eller ved simpel diffusion. De tilhører rækken Euglenophyta, og deres cellestruktur er typisk for den gruppe.
Eugleniderne kan kendes på, at de har en pellikel, som er opbygget af proteinholdige strimler under cellemembranen, hvor de understøttes på begge sider af mikrotubuler. De kan være stive eller bøjelige og giver cellen dens form ofte med en karakteristisk stribetagning. Hos mange euglenider kan strimlerne glide hinanden, sådan at der opstår en krybende bevægelse, men i øvrigt bevæger de sig ved hjælp af flageller.

## Klassificering og fødeoptagelse
Klassificeringen af eugleniderne er stadig ikke helt fastlagt, for grupperne bliver revideret ud fra deres molekylære fylogenetik. I et vist omfang understøtter disse nye resultater dog de traditionelle gruppeinddelinger, der var baseret på fødeoptagelse og antallet af flageller.
Den primitive fødeoptagelse kaldes fagocytose. Bytte som f.eks. bakterier og mindre flagellater bliver fordøjet via et cytostom, der støttes af mikrotubuler. De er ofte pakket sådan, at der dannes to eller flere stave.

### Osmotrofiske euglenider
I mange tilfælde vil udsættelse for visse kemikalier eller langvarig lysmangel føre til, at grønkornene bliver ødelagt, uden at de øvrige dele af organismen tager skade. Der findes et antal arter, hvor grønkorn aldrig forekommer, og de blev tidligere betragtet som særlige slægter som f.eks. Astasia (farveløse Euglena) og Hyalophacus (farveløse Phacus). Da de mangler udviklede cytostomer, er disse former nødt til at optage føden ved simpel absorption.
| Ordener |

Klasse: Euglenoidea
Fototrofe ordener
- Euglenales
- Eutreptiales

Osmotrofe ordener
- Rhabdomonadales

Fagotrofe ordener
- Heteronematales
- Sphenomonadales

## Eksterne links
- The Euglenoid Project Arkiveret 21. juli 2013 hos  Wayback Machine